# Canadian Open 2014 - Qualificazioni singolare maschile
Le qualificazioni del singolare maschile del Canadian Open 2014 sono state un torneo di tennis preliminare per accedere alla fase finale della manifestazione. I vincitori dell'ultimo turno sono entrati di diritto nel tabellone principale. In caso di ritiro di uno o più giocatori aventi diritto a questi sono subentrati i lucky loser, ossia i giocatori che hanno perso nell'ultimo turno ma che avevano una classifica più alta rispetto agli altri partecipanti che avevano comunque perso nel turno finale.

## Teste di serie
1. Marinko Matosevic (ultimo turno, ritirato)
2. Benjamin Becker (primo turno)
3. Bernard Tomić (qualificato)
4. Tobias Kamke (qualificato)
5. Matthew Ebden (primo turno)
6. Benoît Paire (qualificato)
7. Tim Smyczek (qualificato)

1. Malek Jaziri (ultimo turno)
2. Yūichi Sugita (ultimo turno)
3. Michael Russell (qualificato)
4. James Duckworth (ultimo turno)
5. Vincent Millot (ultimo turno)
6. Michaël Llodra (ultimo turno)
7. Thanasi Kokkinakis (qualificato)

## Qualificati
1. Thanasi Kokkinakis
2. Michael Russell
3. Bernard Tomić
4. Tobias Kamke

1. Brayden Schnur
2. Benoît Paire
3. Tim Smyczek

## Lucky Loser
1. Malek Jaziri

## Tabellone

### Legenda
| - Q = Qualificato - WC = Wild card - LL = Lucky loser | - ALT = Alternate - SE = Special Exempt - PR = Protected Ranking | - w/o = Walkover - r = Ritirato - d = Squalificato |

### Sezione 1
|  | Primo turno | Primo turno        | Primo turno        | Primo turno | Primo turno |  |  | Ultimo turno | Ultimo turno       | Ultimo turno       | Ultimo turno | Ultimo turno |  |
|  |             |                    |                    |             |             |  |  |              |                    |                    |              |              |  |
|  | 1           | Marinko Matosevic  | Marinko Matosevic  | 6           | 6           |  |  |              |                    |                    |              |              |  |
|  |             | Matt Reid          | Matt Reid          | 3           | 2           |  |  | 1            | Marinko Matosevic  | Marinko Matosevic  | 7            | 0r           |  |
|  | WC          | David Volfson      | David Volfson      | 0           | 0           |  |  | 14           | Thanasi Kokkinakis | Thanasi Kokkinakis | 67           | 0            |  |
|  | 14          | Thanasi Kokkinakis | Thanasi Kokkinakis | 6           | 6           |  |  |              |                    |                    |              |              |  |

### Sezione 2
|  | Primo turno | Primo turno     | Primo turno     | Primo turno | Primo turno |  |  | Ultimo turno | Ultimo turno    | Ultimo turno | Ultimo turno | Ultimo turno |  |
|  |             |                 |                 |             |             |  |  |              |                 |              |              |              |  |
|  | 2           | Benjamin Becker | 65              | 7           | 3           |  |  |              |                 |              |              |              |  |
|  |             | Fabrice Martin  | 7               | 64          | 6           |  |  |              | Fabrice Martin  | 4            | 6            | 4            |  |
|  | WC          | Philip Bester   | Philip Bester   | 1           | 0           |  |  | 10           | Michael Russell | 6            | 2            | 6            |  |
|  | 10          | Michael Russell | Michael Russell | 6           | 6           |  |  |              |                 |              |              |              |  |

### Sezione 3
|  | Primo turno | Primo turno   | Primo turno   | Primo turno | Primo turno |  |  | Ultimo turno | Ultimo turno  | Ultimo turno | Ultimo turno | Ultimo turno |  |
|  |             |               |               |             |             |  |  |              |               |              |              |              |  |
|  | 3           | Bernard Tomić | Bernard Tomić | 6           | 6           |  |  |              |               |              |              |              |  |
|  |             | Evan King     | Evan King     | 0           | 1           |  |  | 3            | Bernard Tomić | 4            | 6            | 6            |  |
|  | WC          | Filip Peliwo  | Filip Peliwo  | 2           | 4           |  |  | 8            | Malek Jaziri  | 6            | 1            | 4            |  |
|  | 8           | Malek Jaziri  | Malek Jaziri  | 6           | 6           |  |  |              |               |              |              |              |  |

### Sezione 4
|  | Primo turno | Primo turno       | Primo turno       | Primo turno | Primo turno |  |  | Ultimo turno | Ultimo turno   | Ultimo turno   | Ultimo turno | Ultimo turno |  |
|  |             |                   |                   |             |             |  |  |              |                |                |              |              |  |
|  | 4           | Tobias Kamke      | Tobias Kamke      | 6           | 6           |  |  |              |                |                |              |              |  |
|  |             | Pavel Krainik     | Pavel Krainik     | 0           | 0           |  |  | 4            | Tobias Kamke   | Tobias Kamke   | 7            | 6            |  |
|  |             | Dimitar Kutrovsky | Dimitar Kutrovsky | 5           | 3           |  |  | 13           | Michaël Llodra | Michaël Llodra | 62           | 3            |  |
|  | 13          | Michaël Llodra    | Michaël Llodra    | 7           | 6           |  |  |              |                |                |              |              |  |

### Sezione 5
|  | Primo turno | Primo turno    | Primo turno    | Primo turno | Primo turno |  |  | Ultimo turno | Ultimo turno   | Ultimo turno   | Ultimo turno | Ultimo turno |  |
|  |             |                |                |             |             |  |  |              |                |                |              |              |  |
|  | 5           | Matthew Ebden  | Matthew Ebden  | 5           | 2           |  |  |              |                |                |              |              |  |
|  |             | Brayden Schnur | Brayden Schnur | 7           | 6           |  |  |              | Brayden Schnur | Brayden Schnur | 6            | 6            |  |
|  |             | Steven Diez    | Steven Diez    | 64          | 4           |  |  | 9            | Yūichi Sugita  | Yūichi Sugita  | 1            | 3            |  |
|  | 9           | Yūichi Sugita  | Yūichi Sugita  | 7           | 6           |  |  |              |                |                |              |              |  |

### Sezione 6
|  | Primo turno | Primo turno     | Primo turno     | Primo turno | Primo turno |  |  | Ultimo turno | Ultimo turno    | Ultimo turno    | Ultimo turno | Ultimo turno |  |
|  |             |                 |                 |             |             |  |  |              |                 |                 |              |              |  |
|  | 6           | Benoît Paire    | Benoît Paire    | 6           | 7           |  |  |              |                 |                 |              |              |  |
|  |             | Jason Jung      | Jason Jung      | 3           | 64          |  |  | 6            | Benoît Paire    | Benoît Paire    | 6            | 7            |  |
|  |             | Adam El Mihdawy | Adam El Mihdawy | 0           | 1           |  |  | 11           | James Duckworth | James Duckworth | 4            | 62           |  |
|  | 11          | James Duckworth | James Duckworth | 6           | 6           |  |  |              |                 |                 |              |              |  |

### Sezione 7
|  | Primo turno | Primo turno      | Primo turno      | Primo turno | Primo turno |  |  | Ultimo turno | Ultimo turno   | Ultimo turno   | Ultimo turno | Ultimo turno |  |
|  |             |                  |                  |             |             |  |  |              |                |                |              |              |  |
|  | 7           | Tim Smyczek      | Tim Smyczek      | 6           | 6           |  |  |              |                |                |              |              |  |
|  |             | Eric Vehovec     | Eric Vehovec     | 0           | 1           |  |  | 7            | Tim Smyczek    | Tim Smyczek    | 7            | 6            |  |
|  | WC          | Kelsey Stevenson | Kelsey Stevenson | 4           | 2           |  |  | 12           | Vincent Millot | Vincent Millot | 65           | 2            |  |
|  | 12          | Vincent Millot   | Vincent Millot   | 6           | 6           |  |  |              |                |                |              |              |  |